# Teatro São João (Salvador)

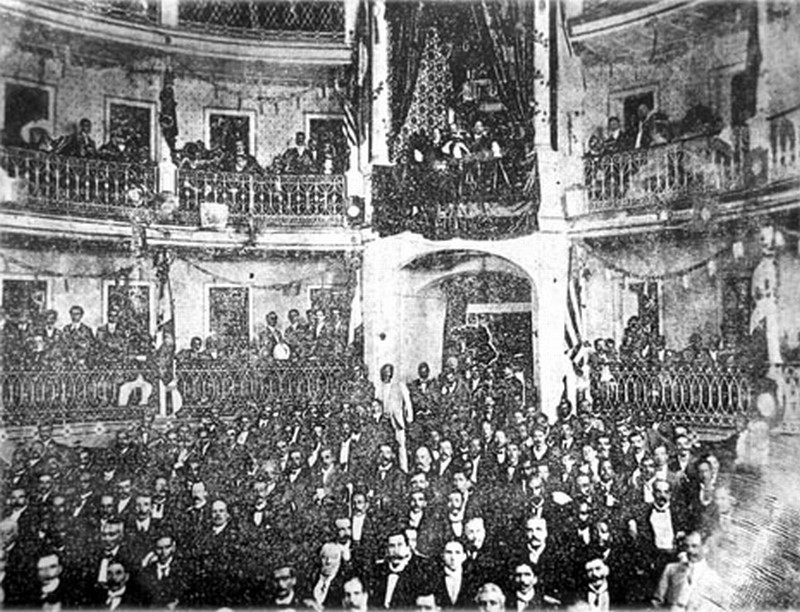
Interior do Teatro.

Teatro São João foi uma casa de espetáculos da cidade brasileira de Salvador, capital do estado da Bahia e por mais de cem anos o principal teatro desta cidade. Situava-se no exato local onde hoje fica a Praça Castro Alves.

## Histórico
Construído a partir de 1806, o teatro foi erguido seguindo o modelo instituído pelo Marquês de Pombal aquando da reconstrução de Lisboa e pela constituição de teatros públicos. Sua construção deu-se no governo do João de Saldanha da Gama Melo Torres Guedes Brito, Sexto Conde da Ponte (1805-1809), mesmo antes de se cogitar na transferência da Corte Real para o Brasil, em 1808, data em que começou a funcionar.
O Teatro foi o local onde as camadas da sociedade tinham seu lazer, e foi palco não somente de apresentações teatrais, como de momentos históricos importantes da cidade. Apesar da iniciativa governamental, as verbas para sua construção adviriam de um sistema de cotas, que poderiam ser resgatadas ou transformadas em título de propriedade. Tal empresa não conseguiu concluir a construção, que somente veio a ocorrer através de uma loteria, tal como vinha acontecendo no Rio de Janeiro para a construção de teatro homônimo.
Foi assim que, no governo do Marcos de Noronha e Brito, Oitavo Conde dos Arcos, o teatro ficou finalmente pronto.
Em 1923 o teatro foi destruído por um incêndio.

## Características
Sua capacidade era estimada em oitocentos lugares, embora fontes registrem que dois mil espectadores pudessem estar ali presentes. Sua localização era a mais central da capital baiana no período, ao final da Avenida Sete de Setembro, e começo da atual Rua Chile.